# Antonio Malfante

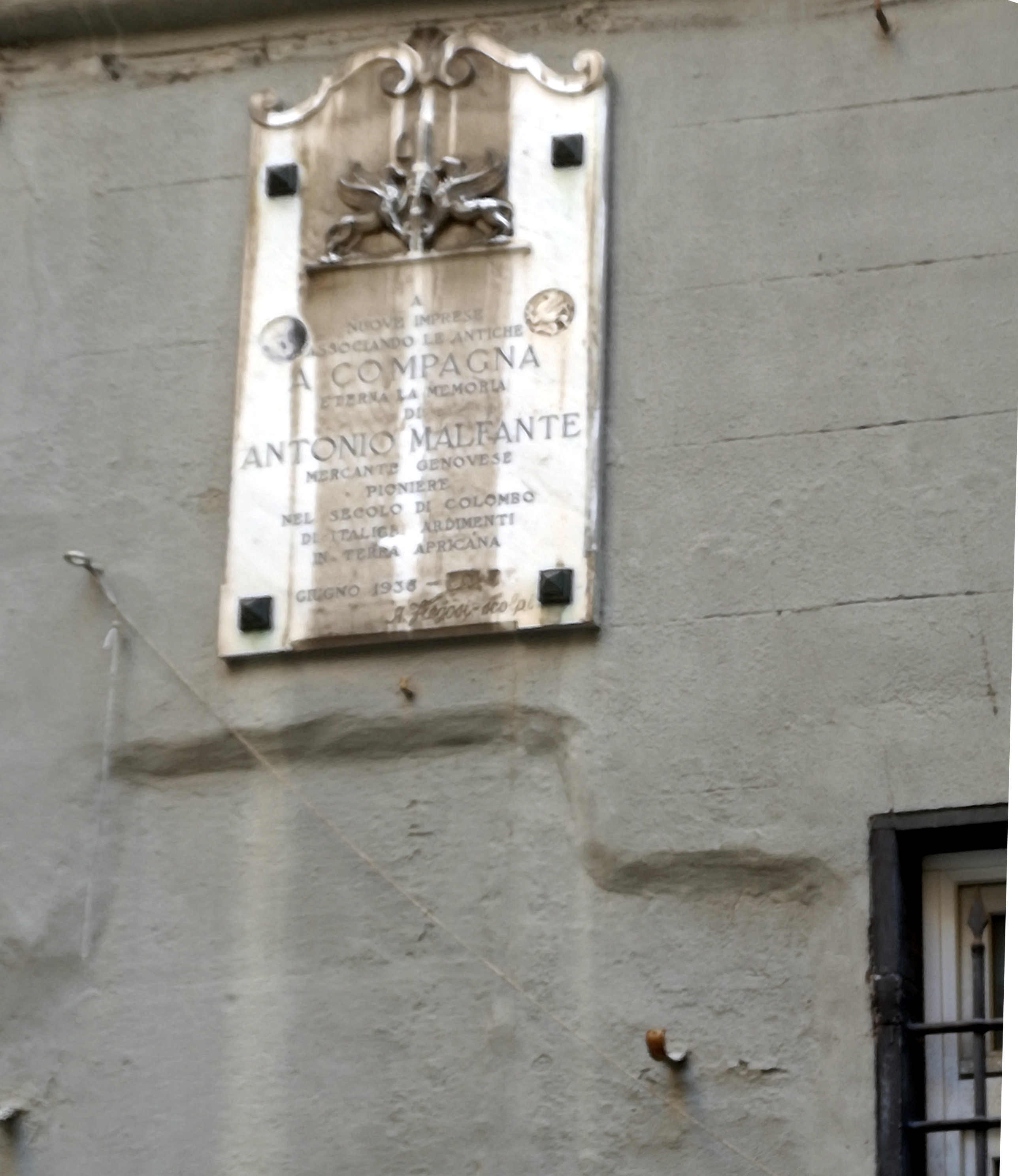
Tablica poświęcona Antonio Malfantemu na Piazza Cattaneo w Genui.

Antonio Malfante (ur. w 1409 lub 1410 w Genui, zm. w 1450 r. na Majorce) – genueński kupiec i odkrywca, znany ze swej podróży w głąb Afryki, podczas której dotarł do oaz Tuat leżących na północnym krańcu transsaharyjskiego szlaku handlowego.

## Życiorys
Nieślubny syn Tommaso. W młodości, około roku 1420 r., wyjechał z Genui i osiadł na Majorce. Powrócił do rodzinnego miasta w 1445 r. i prawdopodobnie w sierpniu lub wrześniu 1446 r., wysłany przez organizację Centurione w celu uzyskania jak największej ilości informacji na temat perspektyw i warunków handlu, wypłynął do Hunajn, gdzie rozpoczął swoją afrykańską podróż. Dołączając do karawany, przez Sidżilmasę przybył do Tamantit, będąc prawdopodobnie pierwszym wolnym zachodnim chrześcijaninem, który dotarł tak daleko na południe Sahary.
W Tuat uzyskał opiekę miejscowego szejka Sidi Yahia ben-Idira. Dzięki opowieściom kupców, a przede wszystkim szejka, który spędził dwanaście lat w Timbuktu, zebrał informacje z pierwszej ręki o ludach i ziemiach dorzecza Nigru, od wybrzeża Atlantyku do jeziora Czad, w tym o czarnej Afryce.
Przebywając w Tamantit, w 1447 r. wysłał do swego patrona, Giovanniego Marioniego, napisany po łacinie list, który w znacznym stopniu rozszerzał europejską wiedzę o organizacji handlu i sytuacji politycznej Afryki Zachodniej. Opisał w nim socjologiczne i ekonomiczne uwarunkowaniach handlu transsaharyjskiego oraz przekazał informacje o kulturze, wierzeniach i sytuacji politycznej ludów tej części świata.
Nie ma informacji, by sprawozdanie z podróży było szerzej znane współczesnym. Z pewnością nie wpłynęło na kartografów genueńskich, którzy w latach bezpośrednio następujących po tej podróży nie uwzględniali wskazówek zawartych w liście w swoich opracowaniach. Jednakże list był prawdopodobnie znany weneckiemu żeglarzowi Alviso Cadamosto, być może za pośrednictwem genueńskiego kartografa Antoniotto Usodimare.
W 1918 r. francuski historyk Charles de La Roncière natrafił na paryskim targu antyków XV w. manuskrypt zawierający m.in. kopię listu Manfante. Rękopis został opublikowany przez tego uczonego bez tłumaczenia w 1918 r., a z tłumaczeniem w 1927 r. De La Roncière odczytał również nazwisko autora, które zapisane było w liście w zaszyfrowanej formie. Przypisał mu przy tym genueńskie pochodzenie, jednakże nie był w stanie podać dalszych informacji na jego temat. Dopiero archiwalne badania Raffaele Di Tucciego w latach trzydziestych XX wieku pozwoliły ukazać pochodzenie i historię tego odkrywcy.